# John Fante
John Fante, född 8 april 1909 i Denver, Colorado, död 8 maj 1983 i Woodland Hills, Los Angeles, Kalifornien, var en amerikansk författare med italiensk-amerikansk bakgrund. Han skrev romaner, noveller och filmmanus. Fante växte upp i ett italienskt område i Boulder, Colorado, och flyttade i 20-årsåldern till södra Kalifornien där han bodde i Wilmington, Long Beach och Los Angeles.
Fante började skriva 1929 och försökte få noveller publicerade i litterära tidskrifter. Han började skriva på sin första roman, The Road to Los Angeles 1933, men boken gavs inte ut förrän 1985, efter hans död. Hans första publicerade roman var Vänta till våren, Bandini från 1938. Dessa båda böcker introducerade Fantes alter ego Arturo Bandini, som även är huvudperson i Fantes mest kända bok Ristat i damm från 1939 och i Drömmar från Bunker Hill från 1983. Året därpå gav han ut novellsamlingen Dago Red. Fante har även skrivit manus till filmer, bland annat Den heta vägen (Walk on the Wild Side) från 1962.
Fantes teman är ofta katolicism, att vara italiensk-amerikan, fattigdom, författarliv och familjeliv. Han är inte speciellt känd idag men har påverkat yngre författare som till exempel Charles Bukowski som kallade Fante sin litterära gudfar och har tillägnat honom dikter.
1955 insjuknade Fante i diabetes som så småningom ledde till blindhet, och sin sista bok skrev han genom att diktera den till sin fru.